# Bengtsson om klassisk fysik
Bengtsson om klassisk fysik är en bok författad av docenten i fysik Hans-Uno Bengtsson 1995. Behandlar tre områden inom klassisk fysik: 1 Mekanik enligt Lagrange. 2 Rumtiden enligt Albert Einstein. 3 Elektrodynamiken enligt Maxwell. Den innehåller även många historiska noter.